# John Light
Pour les articles homonymes, voir Light.
John Andrew Light, né le 28 septembre 1972 à Birmingham en Angleterre, est un acteur de cinéma, de télévision et de théâtre.

## Famille
Il est apparenté au poète Laurie Lee (1914-1997). Sa sœur Liz Light a créé en 1988 à Birmingham une école de théâtre pour enfants nommée Stage2. Il a épousé en mai 2007 l’actrice canadienne Neve Campbell (qui a demandé le divorce en juin 2010).

## Carrière
Il est diplômé de l’université London Academy of Music and Dramatic Art. Au Festival Shakespeare de Stratford-upon-Avon, il a interprété Brutus, dans Jules César et Caliban dans La Tempête. Il tint le rôle principal, celui du fils de Rudyard Kipling dans My Boy Jack au Hampstead Theatre, et créa au théâtre du Globe en 2009 A New World: A Life of Thomas Paine (en).
À la télévision en 2003, il joua Geoffrey dans The Lion in Winter, aux côtés de Patrick Stewart et Glenn Close, puis en 2004 Henry Lennox dans North and South aux côtés de Richard Armitage et de Daniela Denby-Ashe.
Il joua le rôle du pilote Robert Newman dans Dresden, film de télévision allemand en 2006.

## Filmographie
- 1994 : Soldier Soldier : Frank Floyd
- 1996 : Cold Lazarus (TV) : l'étudiant Daniel
- 1997 : Holding On (mini série télévisée) : Kurt
- 1998 : The Unknown Soldier (TV) : major Wethersby
- 1998 : Soupçons (série télévisée) : Mario Brunos
- 1998 : Un couple peu ordinaire (A Rather English Marriage) : Reggie (jeune)
- 1999 : Aristocrats (mini-série télévisée) : Edward Fitzgerald
- 1999 : Mary, Mother of Jesus de Kevin Connor (TV) : l'archange Gabriel
- 2000 : In the Firing Line (TV) : Folge Tony Rourke
- 2001 : Trance : Tony Deighton
- 2001 : Love in a Cold Climate (mini-série télévisée) : Christian
- 2001 : Frères d'armes (mini-série télévisée) : lieutenant-colonel David Dobie
- 2002 : Purpose : John Elias
- 2002 : Investigating Sex d'Alan Rudolph
- 2003 : Il papa buono : Mattia Carcano (jeune)
- 2003 : Le Lion en hiver (TV) : Geoffrey
- 2003 : Dracula 2: Ascension : Erik
- 2004 : North & South (TV) : Henry Lennox
- 2005 : Heights : Peter Cole
- 2006 : Dresde 1945, chronique d'un amour (Dresden) (TV) : Robert Newman
- 2006 : Scoop : un joueur de poker
- 2007 : Partition : Walter Hankins
- 2009 :  Four Seasons (mini-série télévisée) : Simon Maxwell
- 2011 : Silk (série télévisée) : Alan Bradley
- 2011 : Beau monstre (DCI Banks) (série télévisée) : Mark Keane
- 2012 : Endeavour (TV) : Dempsey
- 2012 : Hamilton: Men inte om det gäller din dotter : Jason Fox
- 2012 : Holby City (série télévisée) : Max Schneider
- 2013 :  Father Brown (série télévisée) : Captain Flynn / Flambeau

## Théâtre
- 2000 – La Mouette de Tchekhov (Constantin) - Royal Shakespeare Company)
- My Boy John (John Kipling- Hampstead Theatre)
- The Cenci de Shelley (Orsino- Almeida)
- In the Company of Men (Leonard -Royal Shakespeare Company)
- A Patriot For Me de John Osborne (Siczynski - Royal Shakespeare Company)
- Macbeth (Macbeth- National Youth)
- 2006 – Jules César (Brutus- Royal Shakespeare Company)
- 2007 – La Tempête (Caliban- Royal Shakespeare Company)
- 2008 – Hedda Gabler de Henrik Ibsen (Eilert Loevborg- The Gate Theatre)
- 2009 – A New World: A Life of Thomas Paine (Thomas Paine- Théâtre du Globe)
- 2010 – True West de Sam Shepard (Lee /Austin- Sheffield théâtre)
- 2010 – The Masters Builder de Henrik Ibsen (Ragnar Brovik- Almeida theatre)
- 2013 - Le Songe d'une nuit d'été de William Shakespeare (Oberon / Theseus - Shakespeare Globe)